# Левеншпиль, Октав
Октав Левеншпиль (1 января 1926 года – 5 марта 2017 года) профессор химического машиностроения в Университете штата Орегон. Основные интересы — инженерия химических реакций. Автор учебника «Инженерное оформление химических процессов» (Chemical Reaction Engineering), а также многочисленных научных публикаций.

## Биография
Родился в Шанхае, Китай, в 1926 году, сын Абэ и Лили Левеншпилей, польских евреев, уехавших в Китай, чтобы избежать гнёта в Европе. В возрасте 15 лет, он был на корабле в США, во время нападения на Перл-Харбор, и интернирован в Маниле до конца войны. В США получил степень бакалавра в Беркли в 1947 году. В 1952 году получил докторскую степень в Университете штата Орегон, и после периода преподавания в других школах вернулся в университет штата Орегон, где провёл остаток своей карьеры. В 1991 году вышел в отставку в высшем  профессорском звании эмерит (англ. professor emeritus).
Умер во сне 5 марта 2017 года.

## Семья
В 1952 женился на Мэри Смайли. Трое детей.

## Работа
Диаграмма Левеншпиля названа в его честь.
Хорошо известен среди его учеников за его способность делать быстрые расчёты на обороте конверта.

## Память
- ГНУ Октава, язык высокого уровня, в первую очередь, предназначен для численных расчётов и разработанный Джоном У. Итоном, учившийся у Октава Левеншпиля, назван в его честь.

## Книги
Все книги перечисленные ниже переведены на несколько других языков.
- Химические реакции, Вайли; 3 суб выпуск (13 августа 1998 года), ISBN 0-471-25424-X0-471-25424-Х
- Химический Реактор Omnibook Портативный Компьютер, Орегон Ст Унив Книжные Магазины (Январь 1993), ISBN 0-88246-160-50-88246-160-5
- Инженерия псевдоожижения (в соавторстве), Баттерворт-Хайнеманн Лтд; (октябрь 1991), ISBN 0-409-90233-00-409-90233-0
- Инженерия потоков и теплообмена, Пленума паб корп (ДЕЗ. 1984), ISBN 0-306-41599-20-306-41599-2
- Основы теплотехники, Прентис-Холл ПТР; (4 сентября 1996), ISBN 0-13-531203-50-13-531203-5
- Пешие прогулки по науке и технике, Лулу 2007,

## Награды
- премия Р. Х. Вильгельма  (AIChE)
- У. К. Льюиса премии (AIChE)
- Учредителями премии с золотой медалью (AIChE)
- Че лекторов премии (АСЭЭ)
- П. В. Danckwerts премии (IChemE)
- Почетные докторские степени из Франции, Сербии, и в школе штата Колорадо
- Избран в состав Национальной инженерной академии (2000)
- Премия Амундсена (ISCRE/NASCRE) (2001)